# Musik im Dunkeln
Musik im Dunkeln (Originaltitel: Musik i mörker) ist ein in Schwarzweiß gedrehtes schwedisches Filmdrama von Ingmar Bergman aus dem Jahr 1948.

## Handlung
Der junge Rekrut Bengt wird während einer Militärübung verletzt und ist fortan blind. Er zieht zu seiner gutbürgerlichen Tante Beatrice, wo er Musikunterricht erhält. Zwischen Bengt und dem einfachen Hausmädchen Ingrid bahnt sich eine zarte Liebesgeschichte an, die jedoch zunächst an den Standesunterschieden scheitert. Nach der Ablehnung seiner Bewerbung an einer Musikschule will Bengt auf eigenen Füßen stehen und nimmt eine Stelle als Pianist in einem Lokal an. Nachdem er dort nur ausgenutzt wird, wechselt er als Klavierstimmer an eine Blindenschule. Das Angebot, eine Ausbildung zum Kirchenmusiker zu machen, schlägt er trotzig aus. 
Eines Abends begegnet Bengt Ingrid wieder, die eine Fortbildung begonnen hat und Lehrerin werden will. Ingrid hat inzwischen einen Freund, den jungen Arbeiter Ebbe, der dieselbe Schule wie Ingrid besucht und Bengt fortwährend verspottet. Während eines Tanzabends entscheidet sich Ingrid für Bengt, der daraufhin von Ebbe niedergeschlagen wird. Bengt dankt ihm, da er ihn zum ersten Mal als vollwertigen Menschen behandelt habe. 
Trotz des Widerstands in ihrer Umgebung heiraten Bengt und Ingrid. Er nimmt eine Stelle als Kirchenorganist an, Ingrid verfolgt weiter ihren Plan, einen Abschluss zu machen und Lehrerin zu werden, um Menschen, die aus denselben einfachen Verhältnissen stammen wie sie selbst, unterrichten zu können.

## Hintergrund

### Produktion und Filmstart
Nach drei vom Publikum wenig beachteten Filmen erhielt Bergman von dem unabhängigen Produzenten Lorens Marmstedt das Angebot für eine weitere Regiearbeit unter der Auflage, einen vorgegebenen Stoff zu akzeptieren, den Roman Musik i mörker von Dagmar Edqvist. Bergman willigte ein und verfasste das Drehbuch gemeinsam mit der Autorin. Die Dreharbeiten fanden im November und Dezember 1947 in den Sandrew Studios in Stockholm statt. Bergman hatte sich vorgenommen, den Film publikumswirksam zu inszenieren; eine Rechnung, die auch aufging.
Am 17. Januar 1948 wurde Musik im Dunkeln in Schweden uraufgeführt und lief im Herbst desselben Jahres als Wettbewerbsbeitrag auf den Internationalen Filmfestspielen von Venedig. In der BRD lief Musik im Dunkeln nicht in den Kinos, sondern erstmals am 28. Januar 1978 im Fernsehen.

### Position in Bergmans Werk
Wie in fast allen seinen Filmen zwischen Es regnet auf unsere Liebe (1946) und Gefängnis (1949) porträtierte Bergman auch hier ein junges Paar, das sich gegen „den feindlichen Zugriff der Umwelt“ zur Wehr setzt. (Gregor/Patalas) Neben regulären Bergman-Darstellern aus dieser Zeit wie Birger Malmsten und Bengt Eklund ist auch sein zukünftiger Stammschauspieler Gunnar Björnstrand in einer kleinen Rolle zu sehen. In späteren Jahren tat der Regisseur diese Auftragsarbeit als „kleinen, betulichen Film“ ab.

## Kritiken
„Ein frühes, eher konventionelles Bergman-Melodram, das noch an stilistischem Eklektizismus und grober Symbolsprache leidet.“